# Shipol
Shipol (serb. Шипоље, Šipolje) – wieś w Kosowie, w regionie Mitrovica, w gminie Mitrovica.
Według danych szacunkowych na rok 2011 liczyła 4 834 mieszkańców.